# Markup
Markup ou Mark Up é um termo usado em economia para indicar quanto, do preço, do produto está acima do seu custo de produção e distribuição. Significa diferença entre o custo de um bem ou serviço e seu preço de venda. Pode ser expresso como uma quantia fixada ou como percentual. O valor representa a quantia efetivamente cobrada sobre o produto a fim de obter o preço de venda.
O preço de venda, em qualquer setor produtivo  é um dos principais elementos de diferenciação e de competitividade. O markup como método de precificação permite o controle do preço de venda, por meio de um “indicador” ou “índice” que, aplicado sobre o custo de um produto, determina o preço de venda e comercialização.
Um markup é adicionado ao custo total incorrido pelo produtor de um bem ou serviço com propósito de gerar um lucro.
A contabilidade define o markup de maneira semelhante. Mas, para entendê-lo corretamente, é preciso considerar alguns fatores que o influenciam. Como custos fixos e variáveis, despesas fixas e variáveis. O markup terá percentuais diferentes, de acordo com os custos e despesas. São três tipos de Markup:
- Total: todos os custos de fabricação de um produto mais as despesas de vendas e administrativas são incluídas no custo total. A composição do custo total é obtida somando os custos e despesas fixas mais os custo e despesas variáveis. O markup iguala-se ao lucro desejado.

{\displaystyle markup\ \%\ ={\frac {lucro\ desejado}{custo\ total}}\!}
- Produto: somente custos de fabricação de um produto são incluídas no custo. As despesas de vendas e administrativas mais os lucros.

{\displaystyle markup\ \%\ ={\frac {lucro\ desejado+despesas\ administrativas\ e\ de\ vendas}{custo\ fabricacao}}\!}
- Variável: somente custos fixos e despesas fixas mais o lucros são incluídas no markup. Os custo variáveis e despesas variáveis, estão incluídas no montante do custo.

{\displaystyle markup\ \%\ ={\frac {lucro\ desejado+custos\ despesas\ fixas}{custo\ e\ despesas\ variaveis}}\!}

## Exemplo
Assim, tomamos um exemplo de um produto ou serviço que foi vendido por 500 reais. Com impostos sobre a venda representando 18%, comissão 10%, encargos financeiros 4,5% e o lucro 12%. A soma destes percentuais representa o valor do markup de venda. Aqui, o markup de venda é 44,5% do preço de venda.
Como o produto ou serviço foi vendido por 500 reais, então 222,50 reais serão destinados para pagamento das contas do markup de venda (90 reais para Impostos sobre a Venda, 50,00 reais para Comissão, 22,50 reais para encargos financeiros e 60,00 reais para o lucro).
Os outros 55,5% que é igual a 277,50 reais (serão destinados para o pagamento do Custo de Produção).
Podemos dizer também que os 55,5% representa o Markup Divisor, ou Coeficiente Divisor.
O Markup Divisor é o percentual que se obtém tomando (1) um inteiro (100%) e deste subtraindo o percentual do Markup de Venda.

## Por queMarkupDivisor?
É importante ressaltar que o valor inicial que possuímos, normalmente, refere-se ao Custo. A partir deste chegaremos ao valor de venda. Tomando-se o Custo de Produção e dividindo pelo percentual do Markup Divisor, se obtém o preço de venda. No exemplo acima, o Custo de Produção é de R$277,50. Se tomarmos este valor e dividi-lo por 0,5550 (55,5%) teremos, como resultado, 500,00 reais, que é o preço com que foi vendido o produto ou serviço.